# HK Berkut Kiew
Der HK Berkut Kiew (ukrainisch ХК Беркут-Київ) war ein ukrainischer Eishockeyklub aus Kiew, der zwischen 1997 und 2002 an der East European Hockey League (EEHL) teilnahm. Der Klub trug seine Heimspiele im Sportpalast Awangard aus, der 700 Zuschauern Platz bietet.

## Geschichte
Der Klub wurde 1997 gegründet und begann sofort, in der East European Hockey League zu spielen. Zudem belegte Berkut in der ukrainischen Meisterschaft 1998 Platz zwei. In der Spielzeit 1999/2000 der EEHL gewann der Klub das Playoff-Finale gegen den Stadtrivalen HK Sokol Kiew mit 3:0 und damit die Meisterschaft der EEHL. In der folgenden Spielzeit konnte erneut der EEHL-Titel gewonnen werden, zudem wurde der Klub 2000, 2001 und 2002 Meister der Ukraine. 2002 stellte der Klub seine Aktivitäten aufgrund mangelnder Sponsorengelder und Überschuldung ein.

## Wiedergründung
2004 wurde unter dem Namen HK Berkut eine Amateurmannschaft gegründet, die ab 2005 an der zweiten Spielklasse der Ukraine teilnahm. Seit der Saison 2005/06 spielte diese Mannschaft, die sich vor allem aus Ex-Profis zusammensetzt, in der höchsten Spielklasse der Ukraine und wurde 2006 und 2007 Vizemeister.

## Erfolge
Der Verein gewann drei Mal die ukrainische Meisterschaft – 2000, 2001 und 2002. 1998 und 1999 wurde er Vizemeister. Zudem gewann die Mannschaft 2000 und 2001 die EEHL.